# Röntgenverstärkerfolie

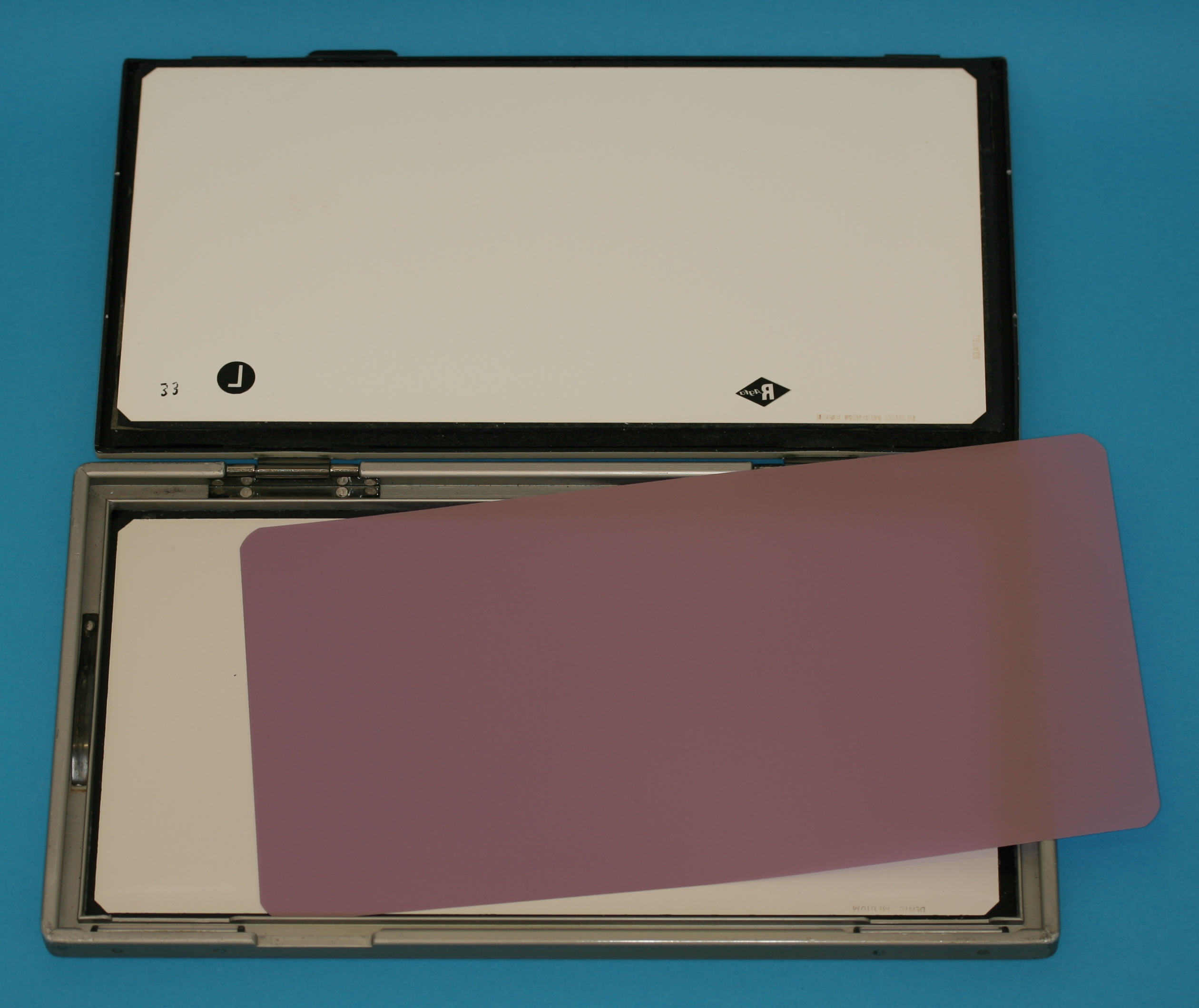
Geöffnete Roentgenfilmkassette mit den weißen Verstärkerfolien und einem Röntgenfilm

Röntgenverstärkerfolien unterstützen Röntgenaufnahmen mit Röntgenfilmen, indem sie die Röntgenstrahlung in einem Zwischenschritt in sichtbares oder ultraviolettes Licht umwandeln, das dann den Röntgenfilm belichtet. Sie sind vielerorts noch gebräuchlich, allerdings enthalten die meisten neuen Röntgenanlagen keine Film-Folien-Systeme mehr, sondern Röntgenspeicherfolien oder Flachdetektoren.

## Grundlagen
Röntgenstrahlung durchdringt Röntgenfilme überwiegend unverändert, ohne die Filme zu belichten. Nur ein sehr kleiner Teil (ca. 3 – 5 %) der auf Röntgenfilme auftreffenden Röntgenstrahlung wird absorbiert und führt zur direkten Belichtung des Filmes. Filmemulsionen sind für Licht viel empfindlicher als für Röntgenstrahlung. Durch die Verwendung von Verstärkerfolien, die die Röntgenstrahlung viel effizienter absorbieren und über die Erzeugung von Lumineszenzlicht die Röntgenfilme indirekt belichten, kann die Dosis je nach Verstärkertyp um den Faktor 2 bis 40 reduziert werden.
Röntgenverstärkerfolien werden in einer speziellen Kassette auf beiden Seiten an den Röntgenfilm angepresst. Die Leuchtstoffe in den Verstärkerfolien absorbieren einen erheblichen Teil der einwirkenden Röntgenphotonen und geben die absorbierte Energie über Lumineszenz in Form von sichtbarem oder ultraviolettem Licht wieder ab. Dieses Licht – jedes Röntgenquant erzeugt ganze Gruppen von Lichtphotonen – belichtet den direkt anliegenden Röntgenfilm viel effizienter, als es direkt auf den Röntgenfilm einwirkende Röntgenphotonen können.
Der Zwischenschritt über die Umwandlung von Röntgenphotonen in Lichtphotonen führt aber – im wörtlichen Sinn – über Umwege zur Belichtung des Röntgenfilmes. Wegen dieser Umwege wird der Röntgenfilm nicht mit derselben punktuellen Genauigkeit von den einzelnen Röntgenphotonen belichtet, sondern von Gruppen leicht gestreuter Lichtphotonen, die den anliegenden Röntgenfilm erreichen, was zu einer gewissen unvermeidbaren Unschärfe des Röntgenbildes führt, der sogenannten Folienunschärfe. Um die Folienunschärfe möglichst gering zu halten, müssen Verstärkerfolien dicht am Film anliegen. Dafür sorgt der Anpressdruck in der Kassette.
In der medizinischen Diagnostik werden Verstärkerfolien mit fluoreszierenden Salzen aus Seltenen Erden verwendet. Je höher die gewünschte Verstärkung (Empfindlichkeit), desto dicker muss die Folie sein und desto größer ist die Folienunschärfe.
Wegen der erheblichen Dosisreduktion ist die Verwendung von Verstärkerfolien für fast alle medizinischen Röntgenaufnahmen mit Röntgenfilmen vorgeschrieben. Es gibt nur eine Ausnahme in der Zahnmedizin, wo Röntgenaufnahmen mit Positionierung des Röntgenfilmes im Mund (intraorale Aufnahme mittels Zahnfilm) angefertigt werden. Dabei kommen keine Verstärkerfolien zum Einsatz, weil die Folienunschärfe die Bildqualität (Ortsauflösung) für zahnmedizinische Zwecke zu sehr beeinträchtigen würde.

## Aufbau
Röntgenverstärkerfolien haben einen mehrschichtigen Aufbau. Auf einer Trägerschicht befinden sich eine Zwischenschicht, eine den Leuchtstoff enthaltende Leuchtschicht und eine Schutzschicht.
Die Trägerschicht aus Polyester sorgt für den mechanischen Zusammenhalt der Verstärkerfolie.
Die Zwischenschicht kann für besonders hoch verstärkende Folien reflektierende Eigenschaften haben. Für besonders fein zeichnende Verstärkerfolien kann die Zwischenschicht absorbierende Eigenschaften haben oder auch weggelassen werden.
Sofern die Zwischenschicht absorbierend ausgelegt ist (Absorptionsschicht), soll sie jene Lichtphotonen absorbieren, die vom Leuchtstoff unzweckmäßig zur Rückseite der Verstärkerfolie ausgesendet wurden und nach einer dortigen Streuung den Film erreichen und zusätzlich diffus belichten könnten, was die Bildqualität verschlechtern würde (Schleierbildung).
Sofern die Zwischenschicht (z. B. durch die Beimengung von Titanoxid) reflektierend ausgelegt ist (Reflexionsschicht), lenkt sie die zur Rückseite gesendeten Lichtphotonen zur Vorderseite der Verstärkerfolie, um den Röntgenfilm zusätzlich zu belichten. Dadurch wird der Verstärkungsfaktor der Verstärkerfolie zwar erhöht. Wegen der Umwege, die reflektierte Lichtphotonen auf ihrem Weg zum Röntgenfilm nehmen, wird die Folienunschärfe aber größer.
Als Leuchtstoffe werden heute überwiegend das blau leuchtende Terbium-aktivierte Lanthanoxybromid oder das grün leuchtende Terbium-aktivierte Gadoliniumoxysulfid verwendet.
Die Schutzschicht besteht aus einem harten, durchsichtigen Klarlack. Sie soll den mechanischen Verschleiß der Verstärkerfolie reduzieren, die Gleitfähigkeit beim Filmwechsel verbessern und elektrostatische Aufladungen der Verstärkerfolie vermeiden.

## Empfindlichkeitsklassen
Die Abstimmung zwischen dem Emissionsspektrum der Verstärkerfolie und der spektralen Empfindlichkeit eines Röntgenfilmes ist entscheidend aber sehr komplex. So wäre es sehr nachteilig, eine blau leuchtende Verstärkerfolie mit einem vorwiegend grün-empfindlichen Röntgenfilm zu kombinieren. Um einen optimalen Kompromiss zwischen Bildqualität und Dosisbedarf sicherzustellen, ist die korrekte Kombination zwischen Röntgenfilm und Verstärkerfolie notwendig, so wie sie von den Herstellern entwickelt wurde und angeboten wird.
Um die Empfindlichkeit des Gesamtsystems von Röntgenfilm und Verstärkerfolie vergleichen und beurteilen zu können, wurde eine Norm geschaffen. Die Film-Folien-Kombination aus einem bestimmten Röntgenfilm und einer bestimmten Verstärkerfolie auf Basis von Calciumwolframat wurde als Vergleichsmaßstab festgelegt und definiert die dimensionslose Empfindlichkeitsklasse (Speed-Class) SC 100. Eine andere Film-Folien-Kombination, die die gleiche Filmschwärzung mit nur der halben Dosis erreicht, gehört demgemäß in die Empfindlichkeitsklasse SC 200. Wird nur ein Viertel der Dosis benötigt, so gehört die entsprechende Film-Folien-Kombination zur Empfindlichkeitsklasse SC 400. Es gab oder gibt Film-Folien-Kombination der Empfindlichkeitsklassen 50, 100, 200, 250, 400 und 800. Für die verschiedenen Indikationsbereiche in der Medizin gibt es rechtliche Regelungen, welche Empfindlichkeitsklassen jeweils verwendet werden dürfen.

## Geschichte
Im Jahr 1896, schon im ersten Jahr nach der Entdeckung der Röntgenstrahlung durch Wilhelm Conrad Röntgen, erfand Mihajlo Idvorski Pupin die Methode, ein mit fluoreszierenden Substanzen beschichtetes Blatt Papier neben die fotografische Platte zu platzieren, was die notwendige Belichtungszeit drastisch senkte. Thomas Alva Edison identifizierte das blau leuchtende Calciumwolframat (CaWO4) als geeigneten Leuchtstoff, der schnell zum Standard für Verstärkerfolien wurde. Erst in den siebziger Jahren wurde das Calciumwolframat abgelöst durch noch besser verstärkende und feiner zeichnende Verstärkerfolien mit Leuchtstoffen (Lanthanoxybromid, Gadoliniumoxysulfid) auf der Basis von Seltenen Erden. Die Verwendung von Verstärkerfolien bei der Anfertigung von Zahnfilmen wurde unter anderem von Voss und Hickel untersucht, hat sich aber wegen Einbußen der Bildqualität nicht durchgesetzt.